# Franka Dietzsch
Franka Dietzsch (Wolgast, 22 de janeiro de 1968) é uma ex-atleta alemã, tricampeã mundial do lançamento de disco.
Começou no atletismo internacional representando a Alemanha Oriental como júnior e foi medalha de prata no Campeonato Mundial Júnior de Atletismo de 1986 em Atenas, o primeiro realizado. Passou a representar a Alemanha após a unificação e foi campeã europeia em 1998 em Budapeste. Conquistou a primeira medalha de ouro em Mundial em Sevilha 1999. Ficou em sexto lugar nos únicos Jogos Olímpicos que disputou, Sydney 2000. Foi bicampeã mundial em Helsinque 2005 e ganhou um terceiro ouro em Osaka 2007, aos 39 anos de idade.
Sem obter sucesso no Mundial seguinte, Berlim 2009, encerrou a carreira no fim daquele ano, sendo uma das últimas atletas remanescentes da extinta Alemanha Oriental ainda em atividade no atletismo internacional.
Sua melhor marca – 69,51 m – foi conquistada em Wiesbaden em 1999.